# لمون (داکوتای جنوبی)
لمون(به انگلیسی: Lemmon) شهری در ایالت داکوتای جنوبی کشور ایالات متحده آمریکا است که جمعیت آن در سرشماری سال ۲۰۱۰ میلادی، ۱٬۲۲۷ نفر بوده‌است.